# 33-as busz (Budapest, 1949–1995)
A budapesti 33-as jelzésű autóbusz a Lehel tér és a Dandár utca között közlekedett. A járatot a Budapesti Közlekedési Vállalat üzemeltette.

## Története
1949. február 14-én 33-as jelzéssel új járat indult a Szent István park és a Soroksári út között a Csanády utca – Ferdinánd híd – Izabella utca – Rottenbiller utca – Orczy út – Haller utca útvonalon. 1955. október 10-én útvonalát meghosszabbították a Dráva utcáig a Hegedűs Gyula utcán át. 1966. július 13-án a Soroksári út helyett a Dandár utcához került át a végállomása, ahonnan a Vaskapu utcán keresztül fordult vissza az Hámán Kató útra (Haller utca). 1969. december 22-étől a Baross téri felüljárón keresztül közlekedett.
1983. november 7-én útvonala a Dráva utcától az Élmunkás (Lehel) térig rövidült, valamint új járat indult 133-as jelzéssel az Élmunkás tér és Vizafogó lakótelep között. 1995. július 11-én a 33-as busz – párhuzamos közlekedés, valamint takarékossági okok miatt – megszűnt. Forgalmát a 76-os trolibusz és a 24-es villamos vette át.
2018. október 21-én a BKV 50 éves fennállása alkalmával tartott rendezvénysorozat egyik programjaként N33-as jelzésű nosztalgiabusz közlekedett a 33-as busz útvonalán a Lehel tér és a Boráros tér között.

## Útvonala
| Dandár utca felé | Lehel tér felé |
| --- | --- |
| Lehel tér vá. – Lehel tér – Victor Hugo utca – Pannónia utca – Csanády utca – Ferdinánd híd – Szinyei Merse utca – Felső erdősor – Lövölde tér – Rottenbiller utca – felüljáró – Fiumei út – Orczy tér – Orczy út – Nagyvárad tér – Haller utca – Soroksári út – Dandár utca – Dandár utca vá. | Dandár utca vá. – Dandár utca – Vaskapu utca – Haller utca – Nagyvárad tér – Orczy út – Orczy tér – Fiumei út – felüljáró – Rottenbiller utca – Damjanich utca – Bajza utca – Podmaniczky utca – Ferdinánd híd – Lehel tér – Lehel tér vá. |

## Megállóhelyei
| 0  | Lehel tér végállomás (Korábban: Élmunkás tér)                              | 25 | 15, 133 12, 14 76                                                                   |
| 1  | Hegedűs Gyula utca                                                         | ∫  | 15, 133 76                                                                          |
| 3  | Lehel tér (↓) Lehel utca (↑)                                               | 24 | 133 76                                                                              |
| 4  | Szinyei Merse utca                                                         | 23 | 72                                                                                  |
| ∫  | Podmaniczky utca                                                           | 21 | 72                                                                                  |
| 6  | Kodály körönd                                                              | ∫  | Millenniumi Földalatti Vasút 4                                                      |
| 7  | Lövölde tér                                                                | ∫  | 70, 78                                                                              |
| ∫  | Andrássy út                                                                | 19 | Millenniumi Földalatti Vasút 4                                                      |
| ∫  | Városligeti fasor (Korábban: Gorkij fasor)                                 | 18 | 70, 78                                                                              |
| ∫  | Damjanich utca                                                             | 16 | 78                                                                                  |
| 8  | Wesselényi utca (↓) István utca (↑) (Korábban: Landler Jenő utca (↑))      | 14 | 73, 74, 76                                                                          |
| 10 | Péterfy Sándor utca                                                        | 13 | 7, 7A, 7, 20, 30, 73, 78, 95, 173 23, 24, 44, 67 73, 76, 78, 79, 80 Budapest-Keleti |
| ∫  | Baross tér (Mosonyi utca)                                                  | 12 | 7, 7A, 7, 20, 30, 73, 78, 95, 173 23, 24, 44, 67 73, 76, 78, 79, 80 Budapest-Keleti |
| 12 | Dologház utca                                                              | 11 | 95 23, 24 80                                                                        |
| 14 | Orczy tér                                                                  | 9  | 9, 17 23, 24, 28 83 Budapest-Józsefváros                                            |
| 15 | Golgota tér                                                                | 8  | 99, 99 23, 24                                                                       |
| 16 | Diószeghy Sámuel utca (↓) Elnök utca (↑)                                   | 7  | 24                                                                                  |
| 18 | Nagyvárad tér                                                              | 5  | 24                                                                                  |
| 20 | Balázs Béla utca (↓) Fehér holló utca (↑) (Korábban: Fehér holló utca (↓)) | 3  | 24                                                                                  |
| 21 | Mester utca                                                                | 2  | 23, 24, 30                                                                          |
| ∫  | Haller utca (Korábban: Hámán Kató utca)                                    | 1  | 24                                                                                  |
| 22 | Soroksári út                                                               | ∫  | 23, 54 2, 24                                                                        |
| 23 | Dandár utca végállomás                                                     | 0  | 23, 54 2, 24                                                                        |